# 杜父底尾鱈
杜父底尾鱈，為輻鰭魚綱鱈形目鼠尾鱈科的其中一種。分布於東南印度洋區，包括南非及莫三比克海域；西南太平洋區，包括澳洲及紐西蘭海域，屬深海底棲性魚類，棲息在大陸坡，深度在1000至1600公尺，體長可達24公分。

## 扩展阅读
維基物種上的相關：杜父底尾鱈